# Belgrade Open
Belgrade Open – męski turniej tenisowy kategorii ATP Tour 250 zaliczany do cyklu ATP Tour, rozgrywany w serbskim Belgradzie od 2021 roku.
Zmagania w 2021 roku bezpośrednio poprzedzały wielkoszlemowy turniej French Open. Zawody odbywały się na kortach Novak Tennis Centre, czyli w tym samym miejscu, w którym organizowany był też turniej męski Serbia Open i kobiecy Serbia Ladies Open. Na terenie obiektu znajdowało się czternaście kortów tenisowych, w tym jedenaście z nawierzchnią ceglaną i trzy z nawierzchnią twardą. Turniej w 2024 roku rozegrano jesienią na nawierzchni twardej w hali Štark Arena.

## Mecze finałowe

### Gra pojedyncza mężczyzn
| Rok        | Zwycięzca        | Finalista       | Wynik          |
| 2024       | Denis Shapovalov | Hamad Međedović | 6:4, 6:4       |
| 2023– 2022 | Nie rozgrywany   | Nie rozgrywany  | Nie rozgrywany |
| 2021       | Novak Đoković    | Alex Molčan     | 6:4, 6:3       |

### Gra podwójna mężczyzn
| Rok        | Zwycięzcy                        | Finaliści                    | Wynik             |
| 2024       | Jamie Murray John Peers          | Ivan Dodig Skander Mansouri  | 3:6, 7:6(5), 11–9 |
| 2023– 2022 | Nie rozgrywany                   | Nie rozgrywany               | Nie rozgrywany    |
| 2021       | Jonatan Erlich Andrej Wasileuski | André Göransson Rafael Matos | 6:4, 6:1          |